# کوتیپا
کوتیپا (به لاتین: Kotipa) یک منطقهٔ مسکونی در ماداگاسکار است که در ایهورومبه واقع شده‌است. کوتیپا ۵٬۱۲۷ نفر جمعیت دارد و ۸۹۸ متر بالاتر از سطح دریا واقع شده‌است.